# سوزانا یاکابوش
سوزانا یاکابوش (به انگلیسی: Zsuzsanna Jakabos) (زادهٔ ۳ آوریل ۱۹۸۹) شناگر اهل مجارستان است.